# Forever My Lady (canção)
"Forever My Lady" é uma canção do grupo de R&B americano Jodeci do seu álbum de estreia de mesmo nome  (1991). A canção foi lançada como single em Agosto de 1991. "Forever My Lady" foi o primeiro de cinco hits número um do grupo na parada de R&B, ficando três semanas no topo da parada de R&B americana, e também chegando a vigésima quinta posição na Hot 100.

## Lista de faixas
12"
1. "Forever My Lady" (Radio Edit) - 4:20
2. "Forever My Lady" (Funky Version)
3. "Gotta Love" (Hip Hop)

## Performance nas paradas musicais
| Parada musical (1991)                        | Melhor posição |
| -------------------------------------------- | -------------- |
| Estados Unidos (Billboard Hot 100)           | 25             |
| Estados Unidos (Billboard R&B/Hip-Hop Songs) | 1              |